# O Formigueiro
O Formigueiro foi um talk show brasileiro, adaptado do original espanhol El Hormiguero, exibido pela Rede Bandeirantes com apresentação do humorista Marco Luque e co-produção da produtora argentina Cuatro Cabezas, em parceria com a Endemol. Foi ao ar aos sábados, às 15 horas, tendo estreado em um domingo, às 19 horas de 25 de julho de 2010, ficando 5 meses no ar.

## Formato
Formato da Eyeworks-Cuatro Cabezas, o programa é um convite à descontração, a começar pelo “formigueiro”, cenário multicolorido onde vivem as falantes formigas Tana e Jura (os nomes em castelhano são Trancas e Barrancas), cujas vozes são feitas por Allan Benatti e Warley Santana. Marco Luque usa a bancada para entrevistar seus convidados e interagir com as duas formiguinhas rosas, que dão pitacos em tudo e fazem perguntas irreverentes aos entrevistados.
Luque conduz seus convidados pelo palco em experiências divertidas - e muitas vezes explosivas. Para isso, conta com a ajuda dos artistas Kerson Formis e Allan Benatti, do mágico Ricardo Malerbi, além do cientista maluco, Dr. Cido (Kadu Torres).

## História
No dia 21 de dezembro de 2010, a TV Bandeirantes anuncia o fim do programa, dia também em que a última edição foi gravada. O motivo para a extinção da atração é a baixa audiência. A emissora chegou a mudar o programa de Marco Luque de dia e horário, aos domingos, registrava entre 2 e 3 pontos. Já aos sábados, os índices chegaram a casa de 1 ponto.

## Elenco

### Integrantes
| Ano  | Integrante                           | Notas                                         |
| ---- | ------------------------------------ | --------------------------------------------- |
| 2010 | Marco Luque                          | Apresentador                                  |
| 2010 | Kerson Formis                        | Apresentador do quadro Guia de Sobrevivência. |
| 2010 | Allan Benatti                        | Apresentador do quadro Efeito Borboleta.      |
| 2010 | Kadu Torres (interpretando Dr. Cido) | Apresentador de esquetes de ciência.          |
| 2010 | Ricardo Malerbi                      | Apresentador de esquetes de mágica            |

### Bonecos
| Integrante     | Boneco              |
| -------------- | ------------------- |
| Allan Benatti  | Manipulador de Tana |
| Warley Santana | Manipulador de Jura |

## Participantes
| Data           | Convidado               | Profissão                  |
| -------------- | ----------------------- | -------------------------- |
| 25 de julho    | Claudia Leitte          | cantora                    |
| 25 de julho    | Denílson                | futebolista e comentarista |
| 1 de agosto    | Wanessa                 | cantora                    |
| 1 de agosto    | Falcão                  | cantor                     |
| 8 de agosto    | Lucas Silveira          | cantor                     |
| 8 de agosto    | Rita Cadilac            | cantora e atriz            |
| 15 de agosto   | Thaíde                  | rapper e ator              |
| 15 de agosto   | Luiza Possi             | cantora                    |
| 22 de agosto   | Rubens Barrichello      | piloto                     |
| 22 de agosto   | Daniella Cicarelli      | modelo                     |
| 29 de agosto   | Neto                    | futebolista e comentarista |
| 29 de agosto   | Bia e Branca            | atletas                    |
| 5 de setembro  | Preta Gil               | cantora                    |
| 5 de setembro  | Fernando Scherer        | atleta                     |
| 12 de setembro | Buchecha                | cantor                     |
| 12 de setembro | Negra Li                | cantora                    |
| 19 de setembro | Rafinha Bastos          | humorista                  |
| 19 de setembro | Anderson Silva          | lutador                    |
| 26 de setembro | Dudu Nobre              | cantor                     |
| 26 de setembro | Gian & Giovani          | cantores                   |
| 10 de outubro  | Restart                 | banda                      |
| 17 de outubro  | Perlla                  | cantora                    |
| 17 de outubro  | Sandro Dias             | skatista                   |
| 24 de outubro  | Marcelo Tas             | apresentador               |
| 13 de novembro | Latino                  | cantor                     |
| 20 de novembro | Exaltasamba             | banda                      |
| 27 de novembro | Mariana Weickert        | modelo e apresentadora     |
| 27 de novembro | Cine                    | banda                      |
| 4 de dezembro  | Dani Calabresa          | humorista                  |
| 4 de dezembro  | Reginaldo Rossi         | cantor                     |
| 11 de dezembro | Rafael Cortez           | jornalista e humorista     |
| 11 de dezembro | Maria Cecília & Rodolfo | cantores                   |
| 18 de dezembro | Marcelo D2              | cantor                     |

## O programa no mundo
| País     | Emissora de TV                               | Nome          | Data de Estreia        | Apresentador (es)            |
| -------- | -------------------------------------------- | ------------- | ---------------------- | ---------------------------- |
| Chile    | Canal 13                                     | El Hormiguero | 3 de janeiro de 2010   | Tonka Tomicic e Sergio Lagos |
| Espanha  | Cuatro (2006-2011). Antena 3 (2011-presente) | El Hormiguero | 24 de setembro de 2006 | Pablo Motos                  |
| Portugal | SIC                                          | O Formigueiro | 22 de dezembro de 2009 | Marco Horácio                |
| Brasil   | Bandeirantes                                 | O Formigueiro | 25 de julho de 2010    | Marco Luque                  |

## Cancelamento
Devido aos baixos índices obtidos na audiência pelo programa, a Band decidiu cancelar o programa, mas ainda exibiu os episódios que já estão gravados.